# 25015 Lairdclose
25015 Lairdclose este o planetă minoră (asteroid), cu un diametru de 2,899 km, din centura de asteroizi. A fost descoperită pe 19 august 1998 la Haleakalā Observatory⁠(d) de Near Earth Asteroid Tracking. 
Obiectul prezintă o orbită caracterizată de o semiaxă mare de 2,2285437 UAi, o excentricitate de 0,2, o înclinație de 5,75571 ° în raport cu ecliptica.